# La legge di Lidia Poët
La legge di Lidia Poët è una serie televisiva italiana, creata da Guido Iuculano e Davide Orsini e diretta da Matteo Rovere, Letizia Lamartire e Pippo Mezzapesa liberamente ispirata alla vita di Lidia Poët.
Accolta con recensioni favorevoli dalla critica specializzata, la serie è stata apprezzata per regia e sceneggiatura, oltre che per l'interpretazione nel ruolo protagonista di Matilda De Angelis. La serie ha vinto il Nastro d'argento - Grandi Serie alla miglior serie televisiva - crime oltre che una candidatura ai Critics' Choice Awards alla migliore serie televisiva straniera.

## Trama
Torino, 9 novembre 1883. Una sentenza della Corte d'appello dichiara illegittima l'iscrizione di Lidia Poët all'Albo professionale degli avvocati, impedendole così di esercitare la professione forense soltanto perché donna. Senza un quattrino ma piena di orgoglio, Lidia trova un lavoro presso lo studio legale del fratello Enrico, mentre prepara il ricorso per ribaltare le conclusioni della Corte.

## Episodi
| Stagione         | Episodi | Prima TV         |
| ---------------- | ------- | ---------------- |
| Prima stagione   | 6       | 15 febbraio 2023 |
| Seconda stagione | 6       | 30 ottobre 2024  |

## Personaggi e interpreti

### Principali
- Lidia Poët (stagioni 1-2), interpretata da Matilda De Angelis. Giovane ed emancipata laureata in legge che si vede ritirare l'iscrizione all'albo degli avvocati e quindi la licenza di esercitare come avvocata.
- Jacopo Barberis (stagioni 1-2), interpretato da Eduardo Scarpetta. Fratello della moglie di Enrico e giornalista della Gazzetta Piemontese, aiuterà Lidia nelle sue indagini.
- Enrico Poët (stagioni 1-2), interpretato da Pier Luigi Pasino. Fratello di Lidia e anch'egli avvocato, i due hanno un rapporto peculiare.
- Marianna Poët (stagioni 1-2), interpretata da Sinéad Thornhill. Figlia di Enrico e Teresa, spirito affine a quello della zia Lidia per cui prova molta simpatia.
- Teresa Barberis (stagioni 1-2), interpretata da Sara Lazzaro. Sorella di Jacopo e moglie di Enrico, dalle idee molto diverse rispetto a Lidia.
- Andrea Caracciolo (stagioni 1-2), interpretato da Dario Aita. Amico e amante di Lidia.
- Procuratore Pierluigi Fourneau (stagione 2), interpretato da Gianmarco Saurino. Nuova fiamma di Lidia.

### Secondari
- Albertina (stagioni 1-2), interpretata da Alessia Spinelli. Governante dei Poët.
- Giudice Genovesi (stagioni 1-2), interpretato da Aldo Ottobrino.
- Procuratore del Re (stagione 1), interpretato da Francesco Biscione.
- Attila Brusaferro (stagione 1, guest 2), interpretato da Jacopo Crovella. Collega di Jacopo Barberis che viene ritrovato morto all’inizio della seconda stagione.
- Nicole (stagione 1), interpretata da Camille Dugay.
- Padre di Lidia (stagione 1), interpretato da Alessandro Federico.
- Madre di Lidia (stagione 1), interpretata da Olga Rossi.
- Lidia a 8 anni (stagione 1), interpretata da Mia McGovern Zaini.
- Medico legale (stagioni 1-2), interpretato da Matteo De Mojana.
- Lorenzo Manera (stagioni 1-2), interpretato da Sebastiano Fumagalli. Fidanzato di Marianna Poët.
- Guardia carceraria (stagione 1), interpretato da Fabrizio Odetto.
- Maya Cristallo (stagione 1), interpretata da Roberta Mengozzi.
- Filippo Cravero (stagione 2), interpretato da Paolo Briguglia. È un senatore che appoggia le idee di Lidia.
- Anna Cravero (stagione 2), interpretata da Valentina Cervi. È la moglie del senatore e amica di Lidia.
- Antonio Juvarra (stagione 2), interpretato da Mario Pirrello. È il capo del Banco di Torino.
- Paolo Marchisio (stagione 2), interpretato da Francesco Cavallo. È il nuovo fidanzato di Marianna Poët.
- Mario Garrone (stagione 2), interpretato da Francesco Ferdinandi. È il killer assoldato dai congiurati.
- Cesare Brusaferro (stagione 2), interpretato da Andrea Palma. È il fratello di Attila che collabora con Jacopo.
- Duca Alfonso Marchisio (stagione 2), interpretato da Andrea Bruschi. È il padre di Paolo.
- Maria Vittoria Marchisio (stagione 2), interpretata da Magdalena Grochowska. È la moglie del duca e la madre di Paolo.

## Produzione
La serie è prodotta da Matteo Rovere per Groenlandia con il sostegno di Film Commission Torino Piemonte e il patrocinio della città di Torino. Dopo il successo delle prime due stagioni, nel dicembre del 2024 la serie viene confermata per una terza stagione le cui riprese iniziano nell'aprile 2025 per poi terminare a luglio.

## Riprese
La serie è stata girata interamente a Torino. Le molte scene ambientate all'interno del tribunale sono state realizzate presso l'ex Curia Maxima di via Corte d'Appello, luogo di norma inaccessibile e reso disponibile esclusivamente per la serie. Per alcune aule del tribunale è stato utilizzato inoltre Palazzo Falletti di Barolo, mentre Palazzo dei Cavalieri e la Chiesa di Santa Pelagia sono diventati rispettivamente la redazione della Gazzetta Piemontese e l'obitorio della Facoltà di medicina. Numerose scene sono state girate anche nel carcere Le Nuove, oltre che in varie piazze e strade del centro, inclusa la centrale Piazza Cavour. Gli interni di Villa Barberis, la casa di famiglia dei Poët, corrispondono nella realtà a quelli della Villa San Lorenzo di Racconigi. L'ex lanificio Bona, nel comune di Carignano, è diventato nella serie una fabbrica di cioccolato, mentre il Teatro Alfieri di Asti si è trasformato, per esigenze narrative, nel Teatro Regio di Torino. Sono stati inoltre coinvolti il Castello e la Certosa di Collegno, il Museo ferroviario piemontese di Savigliano, la Basilica di Superga e diversi scorci di Borgo Cornalese a Villastellone.
Nella seconda stagione troviamo anche Palazzo Carignano come esterno del tribunale, Piazza Cavour dove c’è l’esterno della casa di Lidia, Palazzo Cisterna come sede della Procura, Villa Bona come casa di Barberia, Villa Rognon come dimora del senatore Cravero oltre al castello ducale di Agliè e Villa Malfatti a San Giorgio Canavese.
Nella terza stagione le riprese vengono effettuate anche a San Salvario, Stupinigi, Venaria Reale, Chivasso, Gassino Torinese e Sciolze.

## Distribuzione
La prima stagione della serie viene distribuita da Netflix il 15 febbraio 2023. La seconda stagione viene distribuita il 30 ottobre 2024.

## Accoglienza

### Ascolti
La serie riceve 85 milioni di ore viste nei primi 6 mesi del 2023. Il successo è dovuto, in gran parte,  al modo in cui la serie tratta il tema della lotta per l'indipendenza femminile. 

### Critica
La Legge di Lidia Poët riceve su Rotten Tomatoes l'approvazione del 100% sulla base delle recensioni effettuate dai critici.

#### Critica italiana
La critica televisiva italiana ha accolto in maniera perlopiù positiva la serie televisiva, che ha apprezzato in particolar modo la capacità attoriale del cast, con particolare attenzione a quella di De Angelis, Pasino e Scarpetta.
Aldo Grasso, recensendo la serie per IO Donna, resta entusiasta della recitazione di De Angelis, definendola «affascinante, che dà corpo e spirito a una storia di maschilismo e tentativi d’emancipazione», trovando l'idea della narrazione di presentare «casi di puntata autoconclusivi» una soluzione «insolita» per le piattaforme streaming. Francesca Ferri del Cinematografo scrive che la sceneggiatura adotta «una narrazione avvincente che usa i codici del giallo e il linguaggio del crime», trovandola «in bilico tra il ritratto storico e il thriller di genere legal», apprezzando inoltre i costumi e il trucco. Alessandro De Simone di Ciak trova «ammirevole» la volontà di riportare alla luce l'avvocata, trovando tuttavia che «strizza l’occhio ai classici televisivi del genere, tra Moonlighting, Ally McBeal e Mai dire sì».

## Controversie
La serie è stata criticata dalla pronipote e bisnipote dell'avvocata, tra gli altri argomenti, per l'offuscamento delle sue origini valdesi, per la sessualizzazione della protagonista, per l'utilizzo di espressioni volgari e per la scelta di ridimensionare la contestualizzazione storica.

## Riconoscimenti
- Critics' Choice Awards
  - 2025 – Candidatura alla miglior serie straniere[30]

- Nastri d'argento - Grandi Serie
  - 2023 – Miglior serie TV - Crime[31]
  - 2023 – Candidatura alla miglior attrice protagonista per Matilda De Angelis[31]
- Ciak d'Oro Serie tv
  - 2023 – Candidatura alla miglior serie pubblico under 30[32]
- Italian Global Series Festival
  - 2025 – Candidatura alla miglior serie drama[33]
  - 2025 – Candidatura alla miglior regia attrice protagonista in una serie drama a Matilda De Angelis